# Aksamit

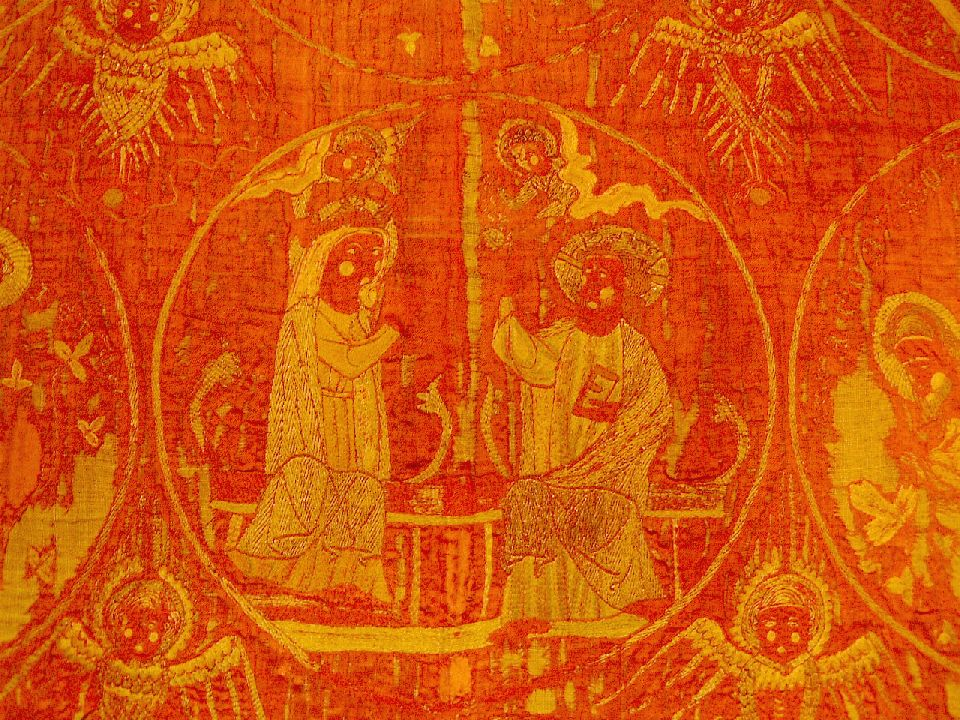
Hedvábný aksamit se zlatými výšivkami z roku 1270 (katedrála v Uppsale)

Aksamit (případně axamit) je starší (řecky εξα šest + μιτος nit) označení pro prutový (osnovní) samet s velmi nízkým vlasem, který, když se nic nevetkává, je řezaný. Jde o původní historické (zastaralé) označení luxusní tkaniny, často z hedvábí, se zatkanými zlatými či stříbrnými nitěmi, připomínající samet. Aby tkanina vydržela zátěž z kovokých nití, tkala se ze šesti nití: ze dvou v osnově a ze čtyř v útku. Právě z počtu šesti nití vychází původní řecké označení hexa-mitos (dnes axa-mit, kde však "ks" v ruštině bývá náhradou pro "x"). Vzor na tkaninách vznikal při tkaní, zanořováním právě oněch vetkávaných zlatých a stříbrných nití, případně dodatečně dalším vyšíváním ručně.
Vyrábí se z bavlny nebo i ze syntetických filamentů, luxusní druhy z hedvábí. Základní tkanina je v plátnové nebo keprové vazbě.
Z aksamitu se dříve (asi do konce 20. století) šily dámské společenské oděvy. 
V 21. století jsou aksamitové tkaniny známé jen v polském textilním obchodě, kde se výrazem aksamit všeobecně označují samety.
U "aksamitových" výrobků nabízených (v roce 2017) v českém textilním obchodě se jedná zpravidla o (levné) vlasové pleteniny.